# Christuskirche (Biehla)

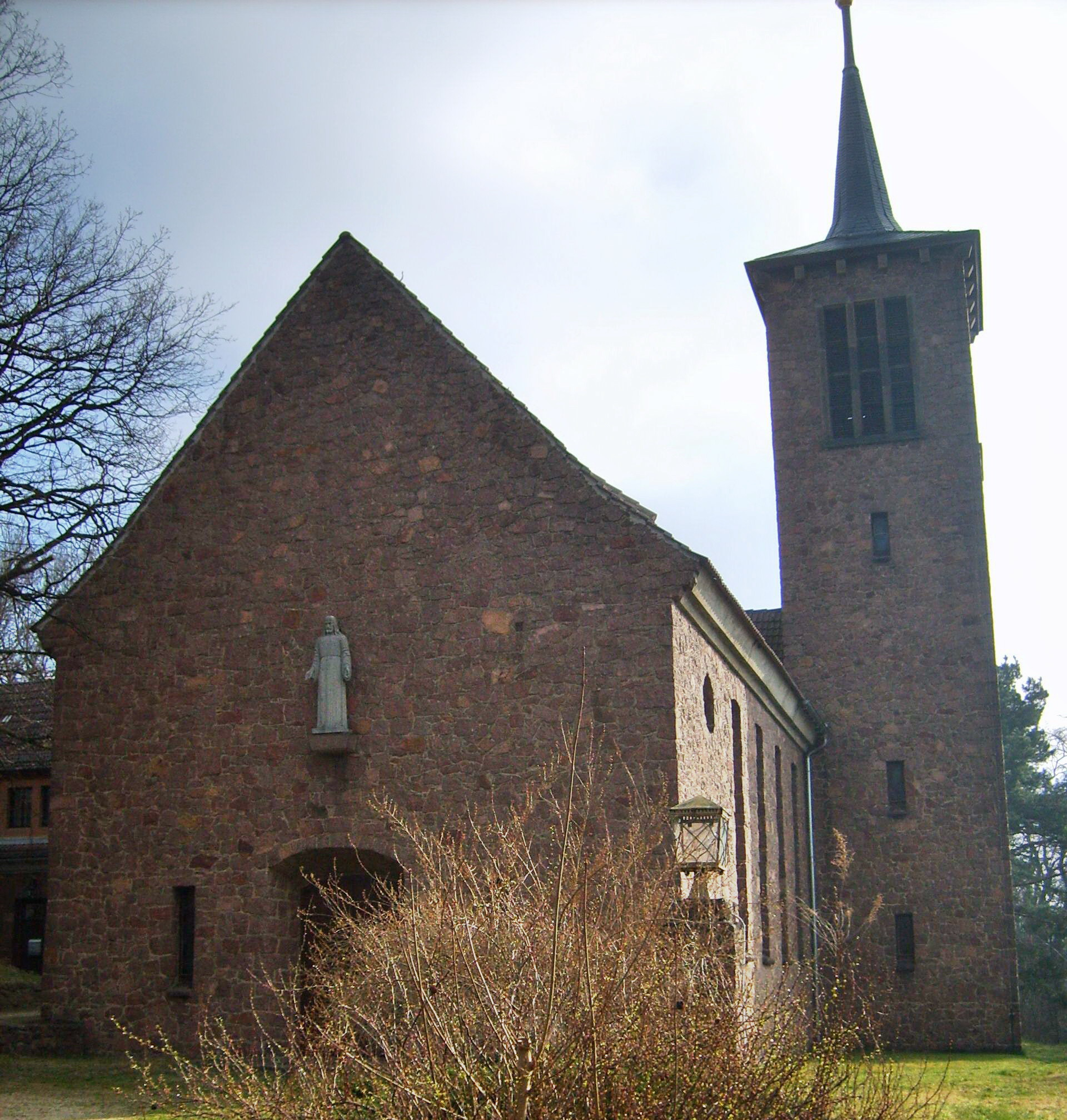
Christuskirche

Die evangelische Christuskirche ist ein Baudenkmal in der südbrandenburgischen Kleinstadt Elsterwerda im Landkreis Elbe-Elster. Das von 1955 bis 1961 errichtete Bauwerk befindet sich in unmittelbarer Nähe des ebenfalls unter Denkmalschutz stehenden Wasserturms auf dem Winterberg des Elsterwerdaer Stadtteils Biehla. Die Kirche gehört zum Kirchenkreis Bad Liebenwerda im Bischofssprengel Magdeburg der Evangelischen Kirche in Mitteldeutschland.

## Baubeschreibung
Bei der Kirche handelt es sich um einen Saalbau aus rötlichem Meißner Granit. Im Osten des mit einem Satteldach versehenen Kirchenschiffs ist eine niedrigere Halbkreisapsis zu finden. Im Süden des Kirchenschiffs befindet sich ein quadratischer Kirchturm, im Norden ein Anbau, welcher als Gemeindehaus dient.
Die im Jahre 2012 erschienene Ausgabe des Georg Dehio – Handbuch der Deutschen Kunstdenkmäler für Brandenburg vermerkt zur Christuskirche in Biehla, dass das Bauwerk von seiner Architektur her „die sachlich-monumentale Formensprache der 1930er Jahre“ zeigt.
In ihrem Inneren ist unter anderem eine Orgel zu finden, die im Jahre 1965 vom Stadtilmer Orgelbaumeister Lothar Heinze geschaffen wurde. Das Instrument besitzt eine mechanische Schleiflade, zwei Manuale und zehn Register.

## Geschichte
Die Grundsteinlegung für die Christuskirche erfolgte am 3. Juli 1955. Das Richtfest für das Bauwerk fand am 2. November 1957 statt. Die Weihe der Kirche erfolgte schließlich im Jahre des 750-jährigen Stadtjubiläums von Elsterwerda am 3. Dezember 1961, dem 1. Advent jenes Jahres. Der damalige Bischof der Evangelischen Kirche der Kirchenprovinz Sachsen Johannes Jänicke (1900–1979) nahm die Weihe der Biehlaer Kirche vor.
Das Kirchengebäude befindet sich inzwischen, wie auch die angrenzende und in den Jahren von 1960 bis 1965 entstandene Grünanlage unter Denkmalschutz des Landes Brandenburg. Gegenwärtig finden umfangreiche Sanierungsarbeiten an der Kirche und dem Anbau statt. Durch die Arbeiten wurden bisher unter anderem das Kirchendach, die Sanitärräume und der Gemeinderaum erneuert.

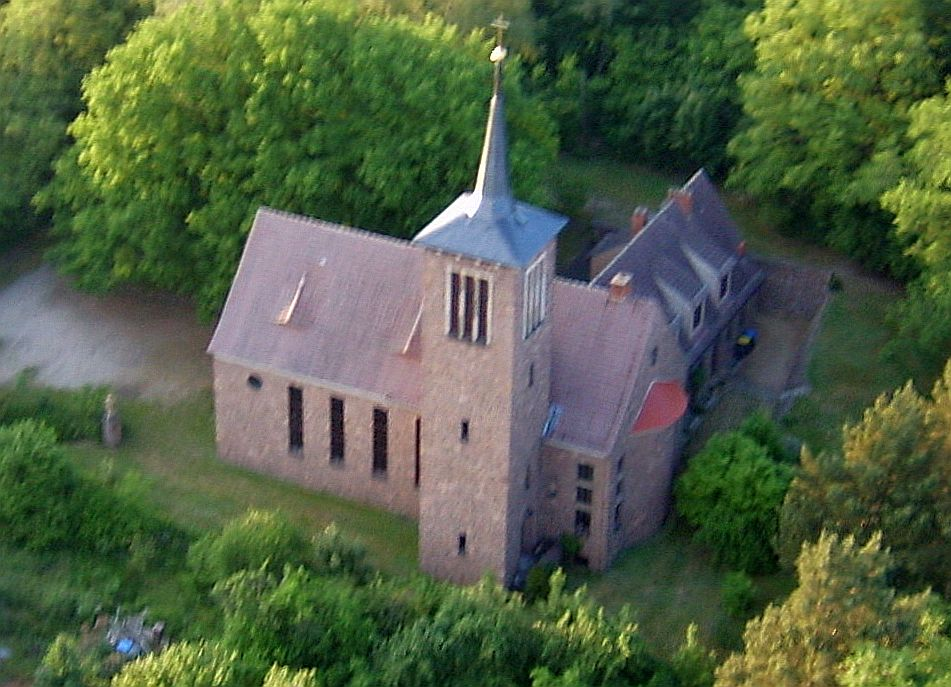